# EBuddy
eBuddy és una empresa privada de programari holandesa que ofereix serveis de missatgeria instantània. A partir del 2011, eBuddy va registrar 100 milions de descàrregues. El servei insígnia de l'empresa és XMS, un servei de missatgeria instantània multiplataforma propietari. Després d'alguns canvis de propietat, l'empresa torna a ser propietat dels seus fundadors originals, Onno Bakker i Jan-Joost Rueb.

## Història
eBuddy va ser desenvolupat originalment per Paulo Taylor. La seva idea es va establir com a conseqüència d'una aposta per desenvolupar MSN Messenger, tal com va rebre el nom l'any 2003, per a un telèfon mòbil. Al cap de diverses setmanes va guanyar l'aposta i va pujar l'aplicació a un servidor. Aviat es va desenvolupar una versió web seguint les demandes dels usuaris. A mesura que el trànsit d'usuaris va estimular, Taylor va decidir portar la idea més enllà. Originalment recolzat per Prime Technology Ventures i Lowland Capital Partners i amb seu a Amsterdam, Països Baixos, amb oficines a Singapur i San Francisco, Estats Units, després d'una col·laboració reeixida amb GREE, amb seu al Japó, eBuddy es va vendre mitjançant un aqui-hire. a Booking.com. El 4 de novembre de 2014, Ebuddy XMS va obtenir 1 de 7 punts al quadre de puntuació de missatgeria segura de l'Electronic Frontier Foundation. Ebuddy XMS va rebre un punt de xifrat durant el trànsit, però va perdre punts perquè les comunicacions no estan xifrades amb una clau a la qual el proveïdor no té accés (és a dir, les comunicacions no estan xifrades d'extrem a extrem), els usuaris no poden verificar la identitat dels contactes., els missatges anteriors no són segurs si es roben les claus de xifratge (és a dir, el servei no proporciona secret de redirecció), el codi no està obert a una revisió independent (és a dir, el codi no és de codi obert), el disseny de seguretat no està degudament documentat, i no hi ha hagut una auditoria de seguretat independent recent. AIM, BlackBerry Messenger, Hushmail, Kik Messenger, Skype, Viber i Yahoo Messenger també van obtenir 1 de 7 punts.